# 格罗沃
格罗沃（法語：Grauves，法語發音：[ɡʁov]）是法国马恩省的一个市镇，属于埃佩尔奈区。

## 地理
格罗沃（48°58'25"N, 3°57'53"E）面积7.84 平方千米，位于法国大東部大區马恩省，该省份为法国东北部内陆省份，北起阿登省，西北接埃纳省，西南接塞纳-马恩省，南至奥布省，东南接上马恩省，东临默兹省。
与格罗沃接壤的市镇（或旧市镇、城区）包括：屈伊、阿维兹、克拉芒、芒西、莫兰、布朗科托。

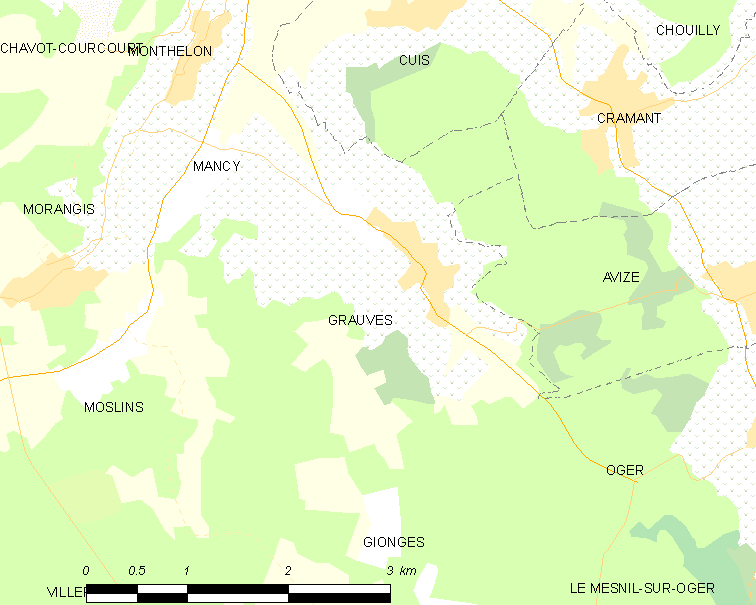
格罗沃的OSM定位图

格罗沃的时区为UTC+01:00、UTC+02:00（夏令时）。

## 行政
格罗沃的邮政编码为51190，INSEE市镇编码为51281。

## 政治
格罗沃所属的省级选区为埃佩尔奈第二县。

## 人口

1962-2008年间格罗沃人口变化图示

格罗沃于2022年1月1日时的人口数量为618人。